# Wielka Turnia Małołącka

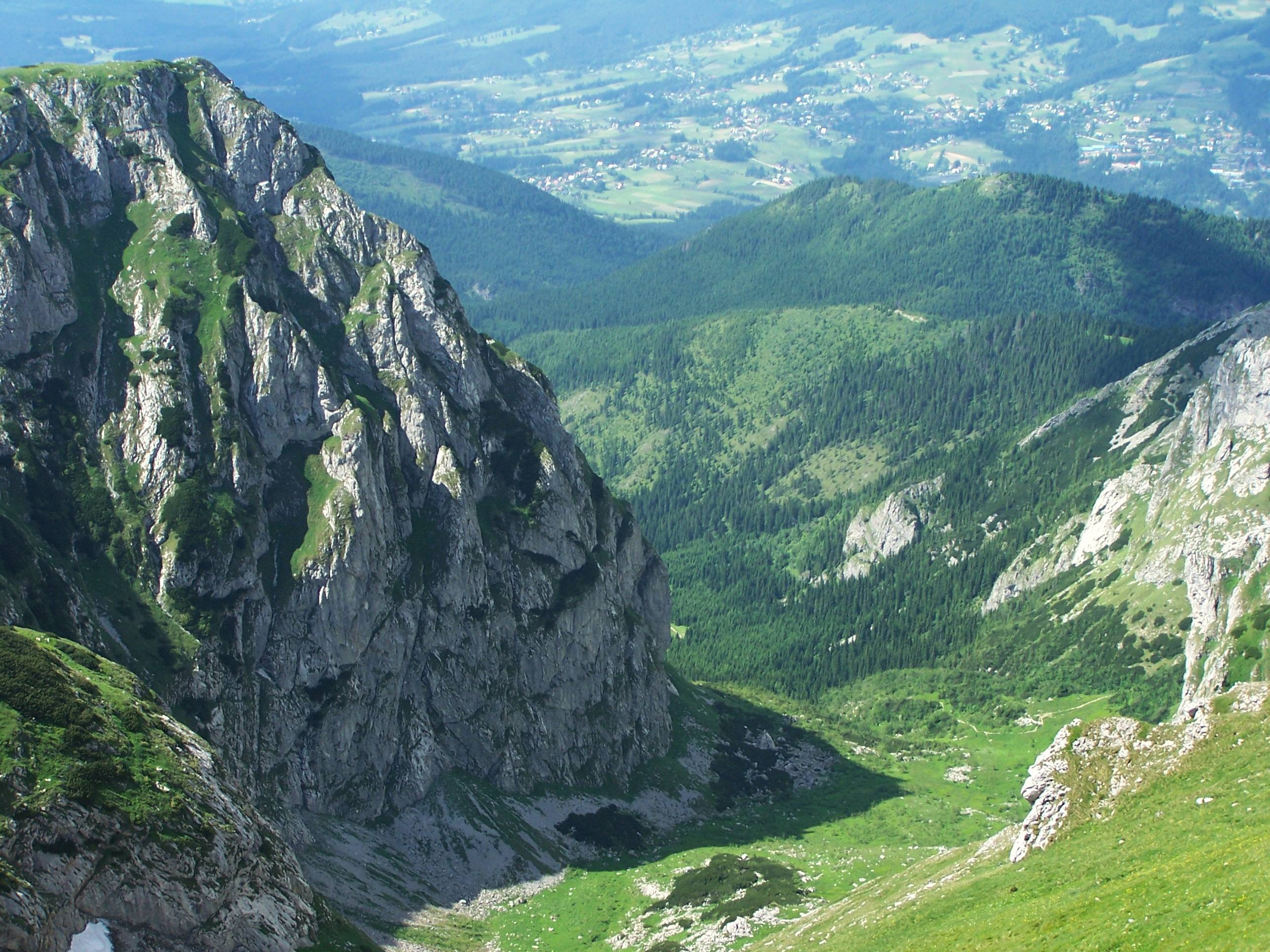
Links im Bild

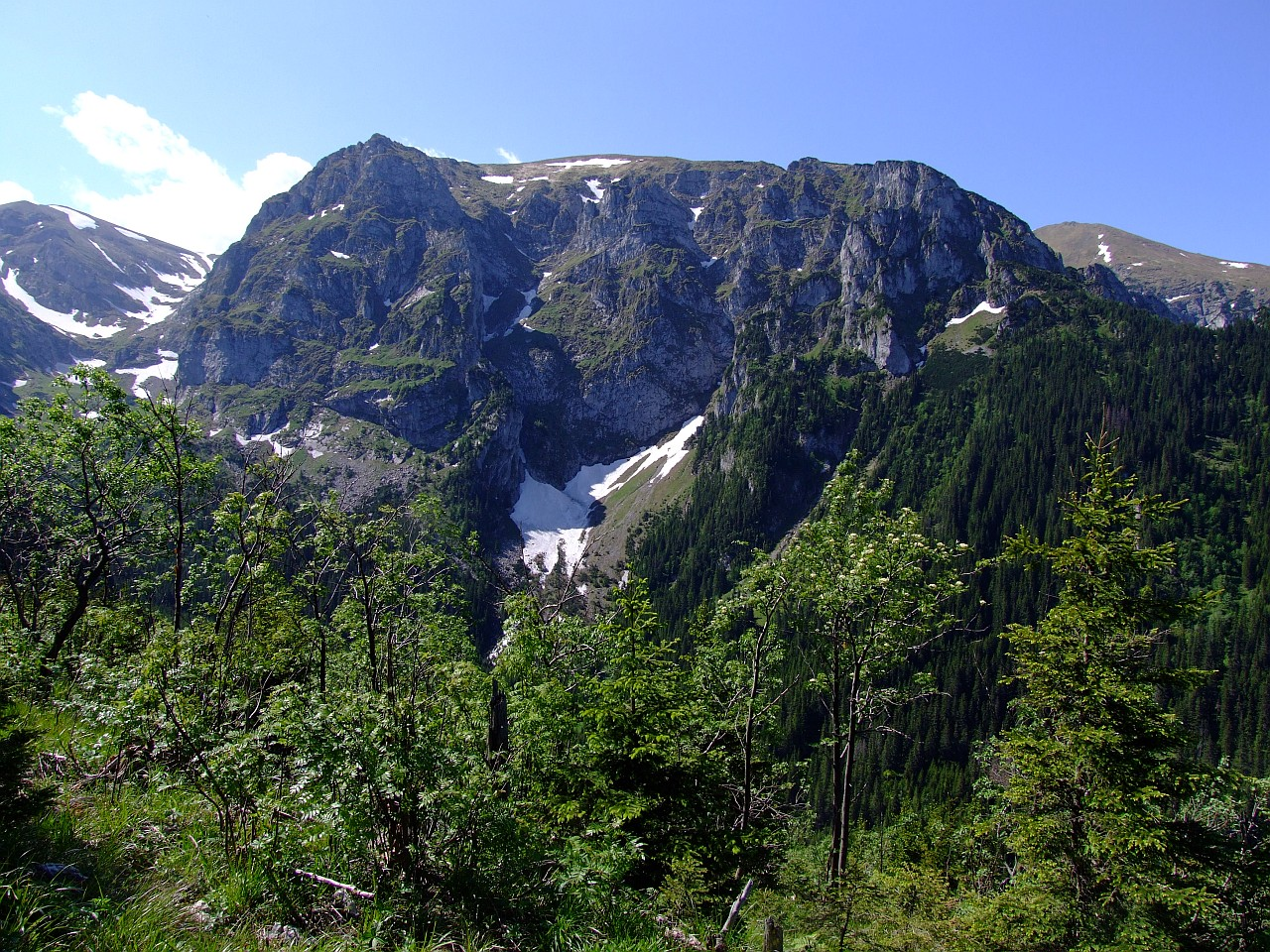
Blick vom Bergpass Giewoncka Przełęcz

Die Wielka Turnia Małołącka ist ein Berg in der polnischen Westtatra mit 1847 Metern Höhe im Massiv der Czerwone Wierchy.

## Lage und Umgebung
Die Staatsgrenze verläuft über den Hauptgrat der Tatra. Die Wielka Turnia Małołącka befindet sich nördlich des Hauptkamms. Nördlich des Gipfels liegt das Tal Dolina Kościeliska, konkret sein Hängetal Dolina Pyszniańska, und das Tal Dolina Małej Łąki, konkret seine Hängetäler Dolina Litworowa und Dolina Miętusia.

## Tourismus
Der Gipfel der Wielka Turnia Małołącka ist für Wanderer nicht zugänglich. Seine Felswände sind aber bei Kletterern beliebt.
Als Ausgangspunkt für eine Besteigung seiner Hänge aus den Tälern eignen sich die Ornak-Hütte, Kondratowa-Hütte und die Chochołowska-Hütte.

## Belege
- Zofia Radwańska-Paryska, Witold Henryk Paryski, Wielka encyklopedia tatrzańska, Poronin, Wyd. Górskie, 2004, ISBN 83-7104-009-1.
- Tatry Wysokie słowackie i polskie. Mapa turystyczna 1:25.000, Warszawa, 2005/06, Polkart, ISBN 83-87873-26-8.